# Glitnir

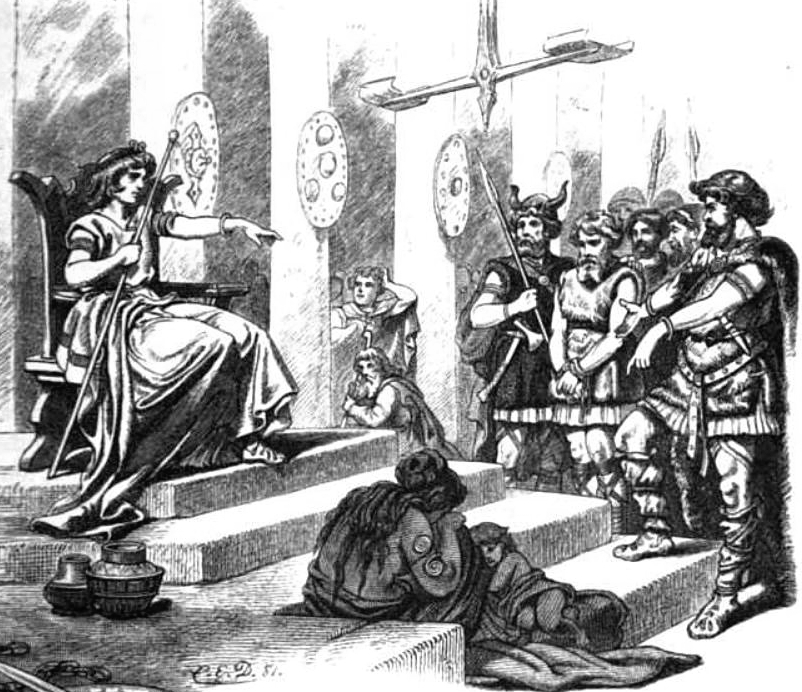
Forseti in Glitnir.

Glitnir (Oudnoords voor stralend) is in de Noordse mythologie 
de verblijfzaal van Forseti waar hij goddelijk recht spreekt. Het paleis heeft muren, stijlen en pilaren van rood goud en daarboven een dak van zilver. (Grimnismal, 15 en Gylfaginning, 17 en 32). 
Glitnir staat symbool voor het belang dat aan overleg en discussie wordt gehecht in de Noordse cultuur, eerder dan geweld, als middel om tot de oplossing van conflicten te komen.
Volgens de Nederlandse astrologe en runenmagiër Freya Aswynn alias Elizabeth Hooijschuur komen de in Grimnismal genoemde twaalf paleizen van de Asen overeen met de twaalf tekens van de dierenriem. Glitnir als verblijf van Forseti zou dan overeenkomen met het teken Weegschaal, omdat deze godheid voor balans en gerechtigheid staat (Blätter von Yggdrasil, pag. 164).